# Paralleloneurum cilifemoratum
Paralleloneurum cilifemoratum är en tvåvingeart som beskrevs av Becker 1902. Paralleloneurum cilifemoratum ingår i släktet Paralleloneurum och familjen styltflugor. Inga underarter finns listade i Catalogue of Life.